# Приморский сельский совет (Запорожская область)
Приморский сельский совет (укр. Приморська сільська рада) — входит в состав
Васильевского района
Запорожской области
Украины.
Административный центр сельского совета находится в 
с. Приморское.

## История
- 1964 — дата образования.

## Населённые пункты совета
- с. Приморское